# Javier García Chico
Javier García Chico, född den 22 juli 1966 i Barcelona, Spanien, är en spansk friidrottare inom stavhopp.
Han tog OS-brons i stavhopp vid friidrottstävlingarna 1992 på hemmaplan i Barcelona. 